# 福井県道36号敦賀港線
福井県道36号敦賀港線（ふくいけんどう36ごう つるがこうせん）は、福井県敦賀市を通る県道（主要地方道）である。

## 概要
敦賀港と国道8号を接続する。

### 路線データ
- 起点：福井県敦賀市（敦賀港）
- 終点：福井県敦賀市元町（国道8号交点）
- 陸上距離：0.4 km

## 歴史
- 1993年（平成5年）5月11日 - 建設省から、県道敦賀港線が敦賀港線として主要地方道に指定される[1]。

## 地理

### 通過する自治体
- 敦賀市

### 交差する道路

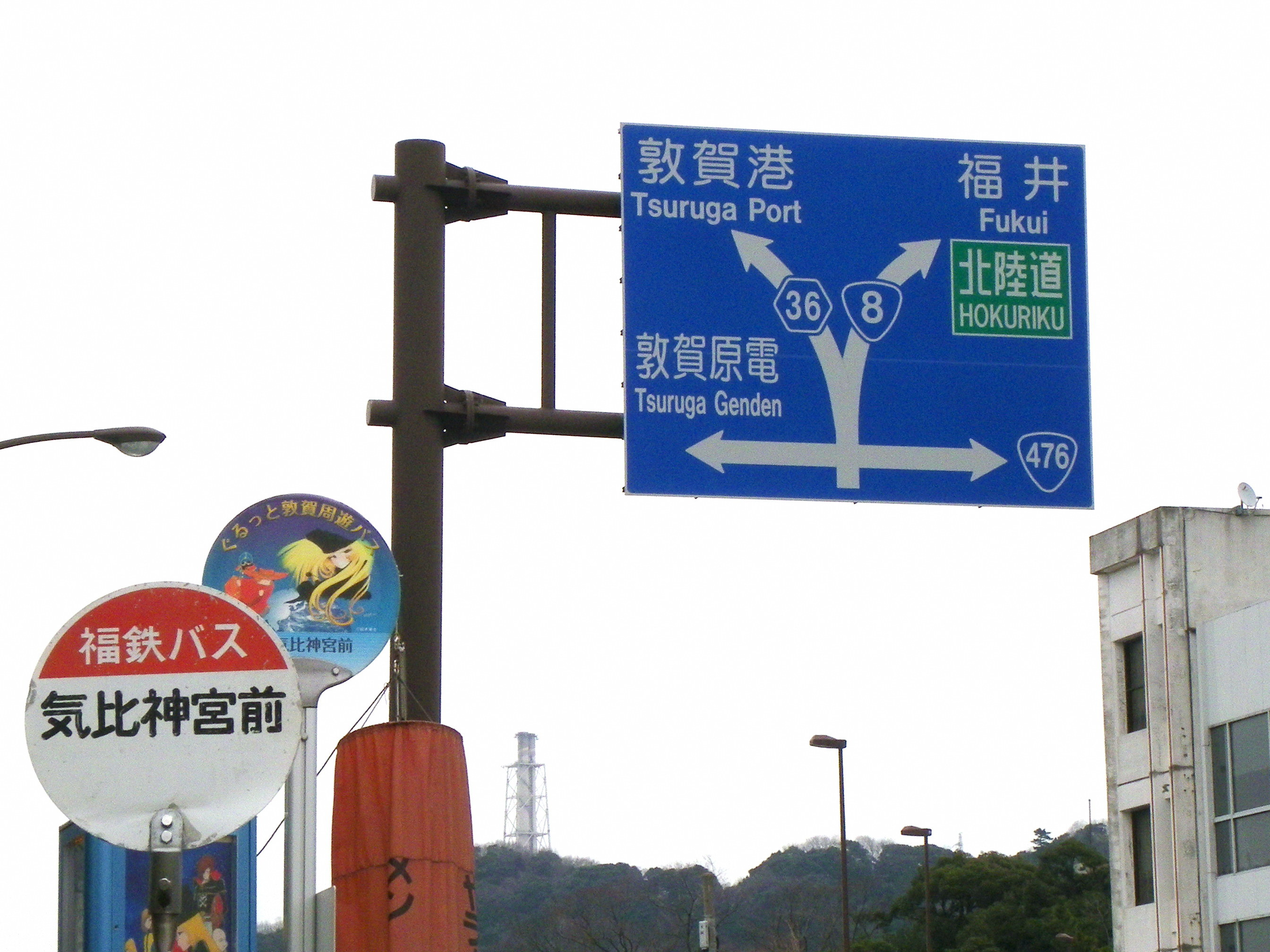
福井県道36号 元町交差点付近

- 国道8号＜旧道＞（敦賀市元町・元町交差点、終点）

### 沿線にある施設など
- 旧敦賀港駅再現駅舎
- 敦賀港湾合同庁舎
  - 大阪税関敦賀税関支所
  - 大阪検疫所敦賀出張所
  - 中部運輸局福井運輸支局敦賀庁舎（海事部門）
  - 第八管区敦賀海上保安部
- 敦賀市立博物館（旧大和田銀行本店）
- 金崎宮
- 敦賀郵便局
- 氣比神宮
- 国道476号